# MareNostrum
MareNostrum est un des plus puissants superordinateurs d'Europe, situé dans le Centro Nacional de Supercomputación à Barcelone.

## MareNostrum-2
Cette machine datant de 2004 et améliorée en 2006 a une puissance de 94,21 téraFLOPS théoriques (63,83 mesurés) avec 20 téraBytes de mémoire. En 2006, MareNostrum-2 atteint la 5e place du TOP500.

## MareNostrum-3
Livré en 2012, cet ordinateur fabriqué par IBM et basé sur le processeur Sandy Bridge d'Intel, totalisait une puissance de 1,01 pétaFLOPS théoriques (0,925 mesurés) pour 115,5 téraBytes de mémoire ; en 2013, la machine occupe la 29e place du TOP500.

## MareNostrum-4
Le classement du Top 500 mondial donne au MareNostrum-4 une puissance de 10,3 pétaFLOPS théoriques (6,47 mesurés), 13e en juin 2017.
Il est implanté dans une ancienne église située près de Barcelone, la chapelle Torres Girona[réf. nécessaire].